# Aveux spontanés (film, 1952)
Pour les articles homonymes, voir Aveux spontanés.
Pour plus de détails, voir Fiche technique et Distribution.
Aveux spontanés (titre original : Assignment - Paris!) est un film d'espionnage américain réalisé par Robert Parrish, sorti en 1952, avec Dana Andrews, Märta Torén, George Sanders et Audrey Totter dans les rôles principaux. Se déroulant durant la Guerre froide, il s’agit d’une adaptation du roman Trial by Terror des écrivains américains Paul et Pauline Gallico.

## Synopsis
Pendant la Guerre froide, Nick Strang (George Sanders), directeur du bureau parisien du New York Herald Tribune, écoute une émission en anglais de Radio Budapest annonçant qu'un journaliste américain a été arrêté pour espionnage en Hongrie communiste. Il fait convoquer Jeanne Moray (Märta Torén), jeune journaliste polyglotte qui vient de rentrer par l'aéroport et qui eu une liaison avec l'ambassadeur hongrois à Paris. Envoyée à l'ambassade de Hongrie, elle trouve une foule de journalistes déjà sur place mais un fonctionnaire de l'ambassade déclare qu'aucune déclaration à la presse ne sera faite. Un autre journaliste américain, Jimmy Race (Dana Andrews), insiste fortement pour parler à l'ambassadeur : le fonctionnaire appelle un agent de police pour le faire sortir, Jeanne Moray servant d'interprète. Elle rentre ensuite au bureau du journal et annonce à Nick qu'elle a un scoop : une rencontre secrète entre le premier ministre hongrois Andreas Ordy (Herbert Berghof) et le maréchal Tito, président de la Yougoslavie, qui vient de rompre avec Moscou. Nick semble peu intéressé. Race, qui travaille pour le même journal, arrive et déclare qu'il a pu avoir une discussion (ou une querelle ?) avec l'ambassadeur. Nick, qui l'apprécie mais se méfie de son zèle, lui dit qu'il « est là pour rapporter les nouvelles et pas pour les créer » et refuse de publier son récit faute de preuves. Race va noyer sa déception au bar le plus proche avec une collègue, Sandy Tate (Audrey Totter), qui lui dit que Nick est un vieux professionnel qui sait ce qu'il fait : il a été à Dunkerque en 1940 et reçu le prix Pulitzer.
Nick décide d'envoyer Race derrière le rideau de fer à Budapest pour enquêter. Pendant sa mission, Race peut rencontrer le journaliste prisonnier, mourant, qui lui procure un contact dans l'opposition hongroise. Race arrive à cacher un indice dans le passeport du défunt avant d'être arrêté par la police hongroise qui lui arrange un procès truqué : des bribes d'enregistrement de son interrogatoire font l'objet d'un montage pour faire croire à des aveux d'espionnage.
Pendant ce temps, à Paris, Grisha (Sandro Giglio), un réfugié hongrois qui travaille aux archives du Herald, est en mesure de confirmer la rencontre secrète entre Ordy et Tito. Il est prêt à se livrer aux autorités hongroises qui le recherchent en échange de la libération de Race, à condition que ses enfants obtiennent l'asile aux États-Unis. En préparant l'obituaire du journaliste mort, Nick examine son passeport qui a été rendu avec le cadavre et y découvre, caché sous la photo d'identité du journaliste, un microfilm de la rencontre secrète entre Ordy et Tito, confirmant les dires de Grisha. L'échange a lieu au pont des espions et Race, rendu muet par un lavage de cerveau, est ramené à ses compatriotes mais Nick fait savoir à Ordy que Grisha doit rester en vie : sinon, le journal publiera toute l'histoire.

## Contexte historique
Le Paris Herald, édition européenne du New York Herald, publié à Paris à partir de 1887, devenu en 1924 le Paris Herald Tribune lorsque la maison mère devient le New York Herald Tribune, avait une grande diffusion en Europe y compris au-delà du rideau de fer où il circulait clandestinement par contacts personnels. Il a été absorbé par l'International New York Times.
Un propos en voix hors champ à la fin du film indique qu'il s'inspire d'une histoire vraie qui n'a pas pu être publiée : en effet, malgré quelques invraisemblances, il présente des similitudes avec le cas de Robert A. Vogeler, homme d'affaires américain arrêté en secret par la police hongroise en novembre 1949, contraint à de faux aveux par torture physique et mentale et finalement libéré en 1951.

## Fiche technique
- Titre : Aveux spontanés
- Titre original : Assignment - Paris!
- Réalisation : Robert Parrish
- Assistant réalisateur : Carter DeHaven
- Scénario : William Bowers, Jack Palmer White et Walter Goetz d'après le roman Trial by terror publié en 1952 par Paul et Pauline Gallico
- Production : Samuel Marx et Jerry Bresler
- Société de production : Columbia Pictures
- Musique : George Duning
- Directeur musical : Morris Stoloff
- Photographie : Ray Cory et Burnett Guffey
- Direction artistique : John Meehan et Frank Tuttle
- Montage : Charles Nelson et Donald W. Starling
- Pays de production :  États-Unis
- Langue : Anglais
- Format : Noir et blanc — 35 mm — 1,37:1 — Son : Mono
- Genre : Film d'espionnage
- Durée : 84 minutes
- Dates de sortie :
  - États-Unis : 4 septembre 1952
  - France : 24 avril 1953

## Distribution
- Dana Andrews (VF : Robert Dalban) : Jimmy Race
- Märta Torén : Jeanne Moray
- George Sanders (VF : Jean Martinelli) : Nicholas Strang
- Audrey Totter (VF : Jacqueline Ferrière) : Sandy Tate
- Sandro Giglio (VF : Maurice Nasil) : Gabor Czeki alias Grisha
- Donald Randolph (VF : Roger Till) : Anton Borvich
- Herbert Berghof (VF : Lucien Bryonne) : Premier Ministre Andreas Ordy
- Ben Astar (VF : Henri Charrett) : Ministre de la Justice Vajos
- Willis Bouchey (VF : Paul Amiot) : Biddle
- Earl Lee : Dad Pelham
- Pál Jávor : Laslo Boros
- Georgiana Wulff : Gogo Czeki

Et, parmi les acteurs et actrices non crédités :
- Jay Adler
- Leon Askin
- Paul Birch
- Mari Blanchard
- Gino Corrado
- Joseph Forte (VF : Abel Jacquin) : Barker
- Paul Frees
- Werner Klingler
- Maurice Marsac (VF : Gérald Castrix) : le gendarme
- Marcel de la Brosse (VF : Jean Berton) : le maître d'hôtel
- Suzanne Ridgeway (en)
- Fay Roope
- Vito Scotti
- André Siméon
- Victor Sutherland (en) (VF : Maurice Dorléac) : Larry O'Connell
- Ken Terrell (en)
- Murvyn Vye
- William Woodson

## Autour du film
- Phil Karlson était le réalisateur initial, mais il a été renvoyé pendant le tournage[5], pour être remplacé par Robert Parrish.